# Після третього дзвінка вхід до зали забороняється
«Після третього дзвінка вхід до зали забороняється» — збірка оповідань Оксани Забужко про зв'язок поколінь, що вийшла в видавництві Комора (2017, 2020). Своє покоління авторка назвала «поколінням відкладеної війни».

## Зміст
В збірку входять 12 оповідань, написані між 1982 та 2017 роками:
- Отже, це злива (1982)
- Книга Буття. Глава четверта (1988)
- Інопланетянка (1989)
- Сестро, сестро (1992)
- Жоравницькі (1995)
- Я, Мілена (1997)
- Дівчатка (1998)
- Казка про калинову сопілку (1999)
- Інструктор з тенісу (2000)
- Альбом для Густава (2005)
- Тут могла б бути ваша реклама (2013)
- Після третього дзвінка вхід до зали забороняється (2017)

## Переклади
2020 року в США вийшов англомовний переклад збірки під назвою «Your Add Could Go Here» .

## Відзнаки
Оповідання «Сестро, сестро» та «Дівчатка» були включені в список 30 найкращих оповідань незалежної України (2021).